# Frank Wiegand

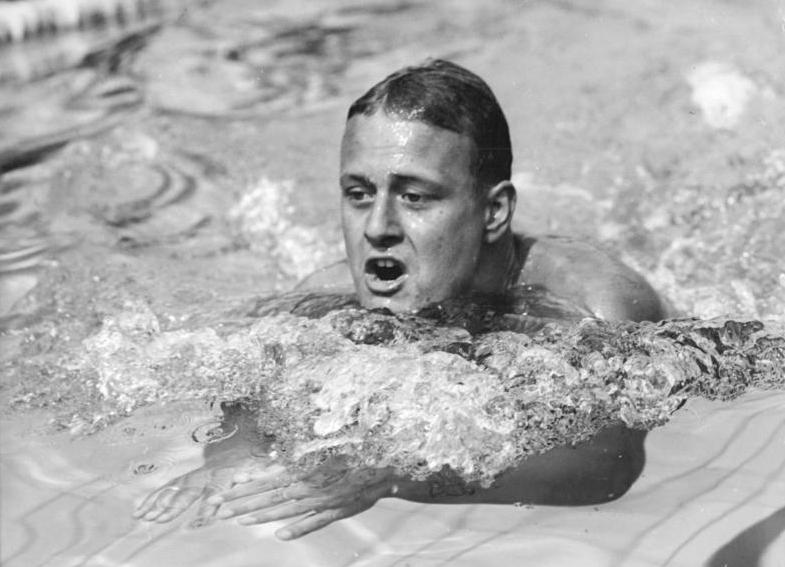
Frank Wiegand (1968)

Frank Wiegand (Annaberg, 15 maart 1943) is een voormalig Oost-Duits zwemmer. Hij zwom op 25 augustus 1966 naar een nieuw wereldrecord op de 400 meter vrije slag in een tijd van 4.11,1 minuten. Dit record stond tien maanden op zijn naam.

## Biografie
Wiegand nam in 1960 en 1964 met het Duits eenheidsteam deel aan de Olympische Zomerspelen, en in 1968 met het Oost-Duitse team. Hij werd in 1966 verkozen tot Oost-Duits sportman van het jaar. Wiegand won vier olympische zilveren medailles, drie in 1964, op de 400 vrij en op beide estafettenummers van de vrije slag, en één in 1968 op de wisselslagestafette. Naast zijn olympische medailles won hij één gouden en twee bronzen medailles op het EK zwemmen 1962 en drie gouden en twee zilveren medailles op hetzelfde evenement in 1966.
Hij studeerde sportwetenschappen en streefde ernaar om zwemcoach worden, maar werd later overgeplaatst en kreeg een functie bij de DDR-vakbond Freier Deutscher Gewerkschaftsbund. Na de val van de Muur werkte hij tot 2014 als makelaar in de omgeving van Zeuthen, vlak bij Berlijn.

## Erelijst
- Olympische Zomerspelen: 4x
- Europese kampioenschappen zwemmen: 4x , 2x , 2x